# Apprendistato
Per apprendistato s'intende generalmente un percorso di apprendimento relativo a un settore economico-professionale, finalizzato all'acquisizione di qualificazioni o di crediti professionali e caratterizzato da periodi svolti in contesto di lavoro, di durata significativa, e da periodi svolti presso istituzioni formative o scolastiche. L'apprendista, a partire da un limite d'età generalmente corrispondente a quella prevista per l'assolvimento dell'obbligo scolastico, appartenente a diverse fasce d'età a seconda della tipologia di apprendistato, svolge le attività in contesto lavorativo prevalentemente con lo status di lavoratore, sulla base di un contratto. Nel processo di apprendimento sul lavoro l’apprendista è seguito da una figura tutoriale.
L'istituto dell'apprendistato è diversamente disciplinato nei vari Stati del mondo. In Europa, le norme sull'apprendistato variano in correlazione con le diverse interpretazioni dell'istituto: in alcuni Paesi l'apprendistato è regolato da una specifica normativa; in altri, la legislazione sull'apprendistato, che vede gli apprendisti prevalentemente come "studenti", si integra nelle norme sull'Istruzione e Formazione Professionale o in quelle sull'Istruzione; in altri ancora, l'apprendistato è regolato da un insieme di norme, sull'Istruzione e Formazione Professionale, sull'Istruzione e sul Lavoro.
Un quadro europeo con 14 criteri per verificare la qualità e l'efficacia degli apprendistati (EFQEA) viene messo a disposizione degli Stati membri nel 2018 attraverso una Raccomandazione del Consiglio europeo, con l'obiettivo di garantire che gli apprendistati rispondano alle esigenze sia degli apprendisti che dei datori di lavoro in tutta l'Unione europea.

## Storia

### La scuola-bottega medioevale in Europa
Dopo il Mille, gli apprendisti si trovano nella bottega dell’artigiano che li segue mentre apprendono - per imitazione e correzione - le capacità tecnico-professionali necessarie all’esercizio del mestiere, cioè di un'occupazione che viene distinta dalle altre, sulla base delle lavorazioni: a Parigi ad esempio, intorno al 1268, sono censiti 130 mestieri, 22 dei quali per il lavoro del ferro. L’apprendista, nel prepararsi a diventare egli stesso maestro, si distingue dal lavorante, salariato, con un certo grado di specializzazione, assunto per un periodo variabile, e dal garzone, al quale sono richiesti servizi di fatica. La durata del percorso formativo in cui l’apprendista partecipa all'attività quotidiana svolta dal maestro è pluriennale. I compiti e le aspettative del maestro e dell'apprendista sono definiti da un corpo di norme all’interno degli statuti riconosciuti dal potere delle associazioni di mestiere o corporazioni (Arti o Scuole in Italia, Métier o Guilde in Francia, Mysteries o Craft Guild in Inghilterra, Gilden o Innungen in Germania). Con i contratti di apprendistato si comincia a costruire un «rapporto contrattuale stipulato tra persone giuridicamente libere».

#### L’apprendistato nell’Inghilterra medioevale
Nei suoi giorni migliori l'apprendistato in Inghilterra «non era solo un sistema di istruzione tecnica, era anche un metodo di educazione, anzi l'unico metodo disponibile per la maggior parte dei ragazzi». Ciò non significa che molti giovani non siano sfruttati, ma il fenomeno è contenuto dalla forza esercitata dalle associazioni e dalle corporazioni.
Nel tardo medioevo si riscontrano in Inghilterra, in parallelo all’apprendistato definito dalle norme, forme di sfruttamento minorile sottopagato - pauper apprenticeships – in cui la finalità formativa è secondaria.

### Dall’imitazione del maestro artigiano all’insegnamento del lavoro artigiano degli enciclopedisti, in Francia (XVIII secolo)
«Apprendisti» definiscono se stessi gli illuministi dell’Encyclopédie quando, dopo avere intervistato i più abili artigiani di Parigi, cercano di riprodurre quanto hanno compreso: «Esistono […] mestieri talmente singolari, e manovre così complesse che se non ci si lavora di persona, se non si aziona una macchina con le proprie mani vedendo l'oggetto formarsi sotto i propri occhi, è poi difficile parlarne con precisione. Più volte si è dovuto procurare le macchine, costruirle, mettere al lavoro le mani, divenire per così dire apprendisti, e fare noi dei lavori mal riusciti per poter insegnare ad altri a farli bene». Il loro obiettivo è la trasmissione del migliore sapere artigiano, con la descrizione e con figure: «Uno sguardo veloce su un oggetto o sulla sua rappresentazione spiega più di una pagine di parole. Abbiamo mandato i disegnatori negli opifici. Si sono fatti schizzi di macchine e di utensili. Nulla è stato omesso di ciò che poteva mostrarli nitidamente allo sguardo. Laddove una macchina meritava disegni dettagliati data la sua importanza d'uso e il numero delle sue componenti, siamo passati dal disegno semplice a quello composto».

### L’apprendistato come lavoro nella rivoluzione industriale, in Inghilterra (XVIII secolo)
Dal XVIII secolo spesso gli apprendisti non vivono più con i maestri e ricevono un parziale compenso per il loro lavoro. Progressivamente cambia la relazione tra l’apprendista e il maestro, diventando un rapporto tra lavoratore dipendente e datore di lavoro. La regolamentazione della forma dell’apprendistato dei poveri e dei vagabondi prevede una durata sino ai 24 anni d’età (20 per le donne): la finalità è sostanzialmente rieducativa rispetto al prevalente scopo formativo dell’apprendistato convenzionale.
Con il sorgere delle grandi fabbriche, la diffusione della produzione industriale e l’innovazione tecnologica, si indebolisce l’artigianato come si è configurato in epoca medioevale, con la perdita di potere delle associazioni e delle corporazioni e la sparizione del legame tra apprendista e maestro. In età industriale l’apprendistato «perde la sua valenza educativa e formativa», riducendosi a contratto destinato ai giovani divenuti lavoratori dipendenti che, come gli adulti, svolgono compiti meccanizzati, che non richiedono apprendimento. Unica differenza, rispetto agli adulti, è la minore retribuzione ad essi corrisposta.

### Apprendistato e lavoro minorile
L'età dei bambini e dei giovanie e le condizioni rischiose del lavoro svolto, nel XIX secolo diventa oggetto di attenzione e di interventi da parte di alcuni governi per tutelare i bambini, cominciando a definire i confini temporali e le caratteristiche delle attività ammesse. Ma l'intervento più efficace per contrastare il lavoro minorile si dimostrano le misure sull'obbligatorietà dell’istruzione, quale requisito per lo sviluppo del Paese. Chi è contrario al cambiamento porta le sue argomentazioni: «l’istruzione avrebbe reso i bambini poveri inadatti al lavoro manuale richiesto dalla società, [...] il lavoro minorile era necessario per il benessere delle famiglie povere e per certe industrie, qualora avessero voluto mantenersi competitive sul mercato».
In questa prospettiva, "istruzione" e "lavoro" appaiono due dimensioni contrapposte, alternative, quasi inconciliabili, come appare dalla Raccomandazione ILO n. 146: «L’età minima non dovrà essere inferiore all’età in cui termina la scuola dell’obbligo, né in ogni caso inferiore ai quindici anni».
Nelle attuali norme sull'apprendistato è oggi presente l'esplicita definizione dell'età dei giovani che attuano tali percorsi, caratterizzati da periodi di attività in contesto lavorativo.

### Apprendistati e nascita del sistema duale in Germania, prima del secondo millennio
Nella Germania dell’Ottocento, per assumere un apprendista il datore di lavoro non deve più appartenere a una corporazione, gli è sufficiente avere una specifica licenza. Nel Regno Unito l’apprendista, a causa delle condizioni salariali inferiori con cui è assunto, viene ritenuto una minaccia per il mantenimento del livello salariale degli operai.
Negli stati Uniti la formazione dell'apprendista si considera pericolosa, poiché si avverte il rischio di penalizzazione degli esperti derivante dalla trasmissione dei saperi tecnici. Lo spazio per la formazione è fortemente ridotto, o ignorato. Si viene quindi a prospettare, quale possibile soluzione, una formazione pratica presso scuole professionali pubbliche e un’istruzione specifica per ciascun mestiere nelle scuole private, o eventualmente pubbliche.
Da una analoga riflessione nei primi del Novecento (1908), in Germania, comincia a delinearsi il sistema dell’apprendistato duale, il cui modello formativo, nato nell’artigianato con i «laboratori/officine» e con il «piccolo certificato di attitudine» per gli apprendisti, è assunto anche dagli imprenditori dei settori industriali e commerciali; nel tempo, avviene l'integrazione con l’insegnamento teorico, generale e professionale, delle scuole di perfezionamento, la cui frequenza per tutti gli apprendisti diventa obbligatoria per legge nel 1938.
Grazie ad una solida e continua collaborazione tra scuole e imprese, il modello duale è diventato agli inizi del secondo millennio un riferimento per la definizione delle strategie europee finalizzate all’elevamento dell’istruzione e all’occupabilità.

## Caratteristiche

### Riforme e qualità dei percorsi di apprendistato (2018)
Nei primi decenni del XXI secolo, di fronte alla prospettiva di repentini cambiamenti e alle sfide relative all'occupazione, alla salute e alla sostenibilità ambientale, riconoscendo il proprio fondamento nel principio dell'«economia della conoscenza»,  l'Europa individua nella formazione professionale e nell'apprendistato le risorse da promuovere e su cui investire prioritariamente, ma interpretati alla luce del nuovo paradigma, quali contesti di apprendimento che integrano sapere teorico ed esperienza, il presente e il futuro delle persone.
L'Unione europea richiede agli Stati membri uno sforzo per riformare i sistemi di apprendistato, il cui scopo deve essere l'eccellenza, rispetto sia al percorso di carriera, sia all'apprendimento. «Un’interpretazione comune - si afferma - contribuisce ad aumentare la fiducia reciproca e favorisce perciò la mobilità transfrontaliera degli apprendisti».
Nella Raccomandazione del Consiglio del 15 marzo 2018 relativa a un quadro europeo per apprendistati efficaci e di qualità si illustrano quindi le caratteristiche e le ragioni dei percorsi di apprendistato che si intendono promuovere:
Nel documento si individuano i criteri, descrivendone il significato di ciascuno, per le «condizioni di apprendimento e di lavoro» che, se soddisfatti, garantiscono la qualità dei percorsi:
| Criteri per le condizioni di apprendimento e di lavoro | Criteri per le condizioni del quadro di regolamentazione |
| --- | --- |
| 1. Accordo scritto 2. Risultati di apprendimento 3. Supporto pedagogico 4. Componente del posto di lavoro 5. Paga o compenso 6. Protezione sociale 7. Condizioni di lavoro, salute e sicurezza | 1. Quadro normativo 2. Coinvolgimento delle parti sociali 3. Sostegno alle aziende 4. Percorsi flessibili e mobilità 5. Orientamento professionale e sensibilizzazione 6. Trasparenza 7. Assicurazione della qualità e tracciabilità degli apprendisti |

### Modelli di apprendistato in Europa nel secondo decennio del Duemila
Dal primo decennio del Duemila, l'istituto dell'apprendistato, con le relative norme, è in continua evoluzione, anche per l'impegno degli Stati europei nel misurarsi rispetto ai criteri individuati nella Raccomandazione europea. Per quanto riguarda i modelli, nel 2020 un solo modello di apprendistato contraddistingue alcuni Stati, come ad esempio la Germania o l’Irlanda, dove la formazione avviene prevalentemente sul posto di lavoro; altri Stati ne hanno due, come ad esempio la Francia, dove la formazione è prevalentemente school-based, mentre ne ha tre l’Italia, che prevede l’apprendistato sino al livello terziario, come la Spagna e la Germania dal 2020.

#### Germania
In Germania c’è il sistema formativo duale (Berufsausbildung) che in molti studi internazionali è additato come modello da seguire, sulla base della constatazione dei dati positivi relativi ai livelli occupazionali dei giovani nei Paesi dove tale sistema è adottato. Il sistema duale a livello secondario superiore è aperto a chiunque abbia completato la scuola dell'obbligo, a partire dai 15 anni. La legge non definisce gruppi target specifici e non esiste un limite di età legale. Possono accedervi anche giovani nella fase di transizione scuola-lavoro, relativamente ad un settore, nell’ambito di programmi di apprendimento all’interno delle scuole o nell’ambito di programmi “work-based”. Il contratto tra discente e datore di lavoro è regolato dalla legislazione sul lavoro, salvo diverse specificazioni nella legge sulla formazione professionale: in linea di principio il discente ha lo status di lavoratore dipendente. La durata varia dai 2 ai 3 anni e mezzo; dopo aver superato l'esame finale, gli studenti ottengono una qualifica professionale riconosciuta a livello di lavoratori qualificati.
Il numero di iscritti al sistema duale nel 2019 ammonta a 492.276 su 730.260 iscritti ai percorsi di formazione professionale; si contano inoltre altri 255.282 giovani nell’ambito di altri programmi.

#### Irlanda
In Irlanda, il programma di apprendistato previsto dalla legislazione con due componenti principali: 25 apprendistati artigianali, quadriennali, che portano a qualifiche di livello 6 del QNQ (quadro nazionale delle qualifiche); 33 programmi di apprendistato guidati da consorzi di datori di lavoro e istituzioni formative specifiche del settore; la loro durata varia da 2 a 4 anni e portano a qualifiche di livello 5-10 NQF/QNQ.
Sono aperti a persone di tutte le fasce d'età purché abbiano assolto all’obbligo scolastico. L’assunzione avviene con un contratto di apprendistato valido per la durata della formazione, che si prevede non inferiore a due anni, con più del 50% dell'apprendimento sul posto di lavoro, e con l'impiego dell’apprendista in un vero e proprio lavoro. L'apprendista è considerato dipendente, ma con alcune differenze, e il suo contratto si riferisce specificamente all'apprendistato. Le iscrizioni totali a fine settembre 2020 sono di 18.282 apprendisti.

#### Francia
In Francia esistono due tipologie di apprendistato. Il primo è il contratto di apprendistato (contrat d'apprentissage), che consente ai giovani dai 16 ai 29 anni, senza limiti di età, per le persone con disabilità, con la forma giuridica di lavoratore dipendente, di seguire un percorso di istruzione generale, sia teorico che pratico, al fine di acquisire una qualifica professionale basata su un diploma, o una credenziale professionale. Il programma è offerto a tutti i livelli dell'istruzione professionale, dalla scuola secondaria inferiore all'istruzione superiore, insieme con l'istruzione scolastica. Nel 2019 sono stati iscritti a questa tipologia 485.800 persone.
La seconda tipologia è il contratto di professionalizzazione (contrat de professionalnaisation): finalizzato a facilitare l'inserimento o il reinserimento nel mercato del lavoro, consiste in periodi di istruzione generale e tecnica offerti da istituzioni formative, alternati a periodi di lavoro in un'attività connessa alla qualifica professionale. Si rivolge ai seguenti gruppi specifici: giovani di età compresa tra 16 e 25 anni che desiderano completare la loro formazione iniziale; disoccupati di età superiore ai 26 anni e iscritti all'elenco delle persone in cerca di lavoro dei Pole Emploi (Centri per l'Impiego); persone che ricevono aiuti di Stato o sono a rischio di esclusione sociale. Vi si può accedere da tutti i livelli dell'istruzione professionale, dalla scuola secondaria inferiore all'istruzione superiore. Gli apprendisti in questo regime hanno lo status giuridico di lavoratore dipendente. Nel 2018 si sono iscritte a questo tipologia di apprendistato 235.399 persone.

### L'apprendistato in Italia nel secondo decennio del Duemila
In Italia le norme in vigore che disciplinano l'apprendistato vanno dalla legge 24/6/1997al D.Lgs. 81/2015 e 150/2015. I Contratti Collettivi Nazionali di Lavoro o Contratto Intersettoriale disciplinano nel dettaglio gli apprendistati, con l'obbligo di rispettare alcuni principi generali indicati nell'art. 42, D.Lgs 81/2015. Nel D.Lgs 81/2015, l'obiettivo dell'apprendistato, definito «contratto di lavoro a tempo indeterminato» è la formazione e l'occupazione dei giovani, con il conseguimento di un titolo di studio e/o di un titolo professionale, a seconda del tipo di apprendistato. Il percorso è una combinazione di esperienze lavorative con una formazione erogata da istituti di formazione e di istruzione, caratterizzata da metodologie di «apprendimento basato sul lavoro».
Sono previsti tre percorsi di apprendistato. Il primo modello, previsto nel 2015, è l'«Apprendistato per la qualifica e il diploma professionale, il diploma di istruzione secondaria superiore e il certificato di specializzazione tecnica superiore», corrispondenti ai livelli 3, 4 e 5 EQF, per consentire ai giovani come studenti e lavoratori di età compresa tra i 15 ei 25 anni di completare il loro diritto-dovere all'istruzione e alla formazione. L'obiettivo del programma è che i discenti acquisiscano un titolo riconosciuto dal sistema di istruzione e formazione: una qualifica professionale triennale, un diploma professionale quadriennale, un diploma di istruzione secondaria di secondo grado quinquennale o un certificato di alta specializzazione tecnica (ITS). Nel 2019, 11.059 discenti (pari al 2,76% di tutti gli apprendisti), sono stati iscritti a questi percorsi. Si tratta prevalentemente di frequentanti i percorsi della istruzione e formazione professionale regionale: nel 2018 sono 2.130 i frequentanti il sistema duale per la qualifica triennale, 3.994 per il diploma professionale quadriennale. Sono una minoranza - 375 - i frequentanti percorsi di apprendistato degli ITS.
Il modello di tipo 3 di apprendistato, introdotto nel 2003 e riformato nel 2015, è l'«Apprendistato di alta formazione e ricerca», corrispondente ai livelli 6-8 EQF per consentre ai giovani di età compresa tra i 18 ei 29 anni, come studenti e dipendenti, di acquisire titoli solitamente offerti da programmi scolastici a livello post-secondario e terziario, compreso un dottorato, corrispondente al livello 8 EQF. L'obiettivo è aiutare le persone a completare l'istruzione superiore e ad entrare nel mercato del lavoro (anche come "ricercatore") attraverso un'esperienza di lavoro. Nel 2019, sono risultati iscritti a questi percorsi 970 giovani (pari allo 0,25% di tutti gli apprendisti).
Esiste anche il sistema di apprendistato di tipo 2, «professionalizzante» orientato all'occupazione e all'impresa. Questo programma, di durata non superiore ai tre anni, definito nel 2015, si rivolge sia ai giovani sia ai lavoratori adulti (di età compresa tra 18 e 29 anni) che sono stati licenziati o comunque alla ricerca di un'occupazione. Ha una componente formativa, marginale, pari a un massimo di 120 ore (se in possesso della sola licenza media) in tre anni, da svolgersi all'interno o all'esterno dell'azienda, sotto la responsabilità del datore di lavoro. Tale formazione, «integrata, nei limiti delle risorse annualmente disponibili, dalla offerta formativa pubblica», mira allo sviluppo di «competenze di base e trasversali»; le Regioni ne definiscono la disciplina, «sentite le parti sociali e tenuto conto del titolo di studio e delle competenze dell'apprendista». Non è previsto il conseguimento di alcuna qualifica professionale, ma una «qualifica contrattuale definita e riconosciuta dai contratti collettivi di lavoro». Nel 2019, hanno partecipato a questa tipologia di percorsi 388.225 apprendisti, pari al 76,9% del totale.